# Puerto de Ámsterdam
El puerto de Ámsterdam (en neerlandés: Haven van Amsterdam) es un puerto marítimo en Ámsterdam, Países Bajos. El puerto está situado en la orilla de una antigua bahía llamada IJ y el canal del Mar del Norte, con el que está conectado con el Mar del Norte. Las primeras actividades portuarias de Ámsterdam se remontan al siglo XIII. El puerto fue mencionado por primera vez en el año 1342, cuando la localidad de Ámsterdam recibió los derechos de ciudad. Durante el siglo de oro neerlandés (siglo XVII) fue uno de los principales puertos de la Compañía Neerlandesa de las Indias Orientales (VOC).
Hoy en día, el puerto de Ámsterdam es el segundo puerto más grande de los Países Bajos, siendo el más grande el puerto de Róterdam. En 2011, el puerto de Ámsterdam recibió y despachó carga por un total de 74,9 millones de toneladas, la mayor parte de las cuales era carga a granel.

## Historia

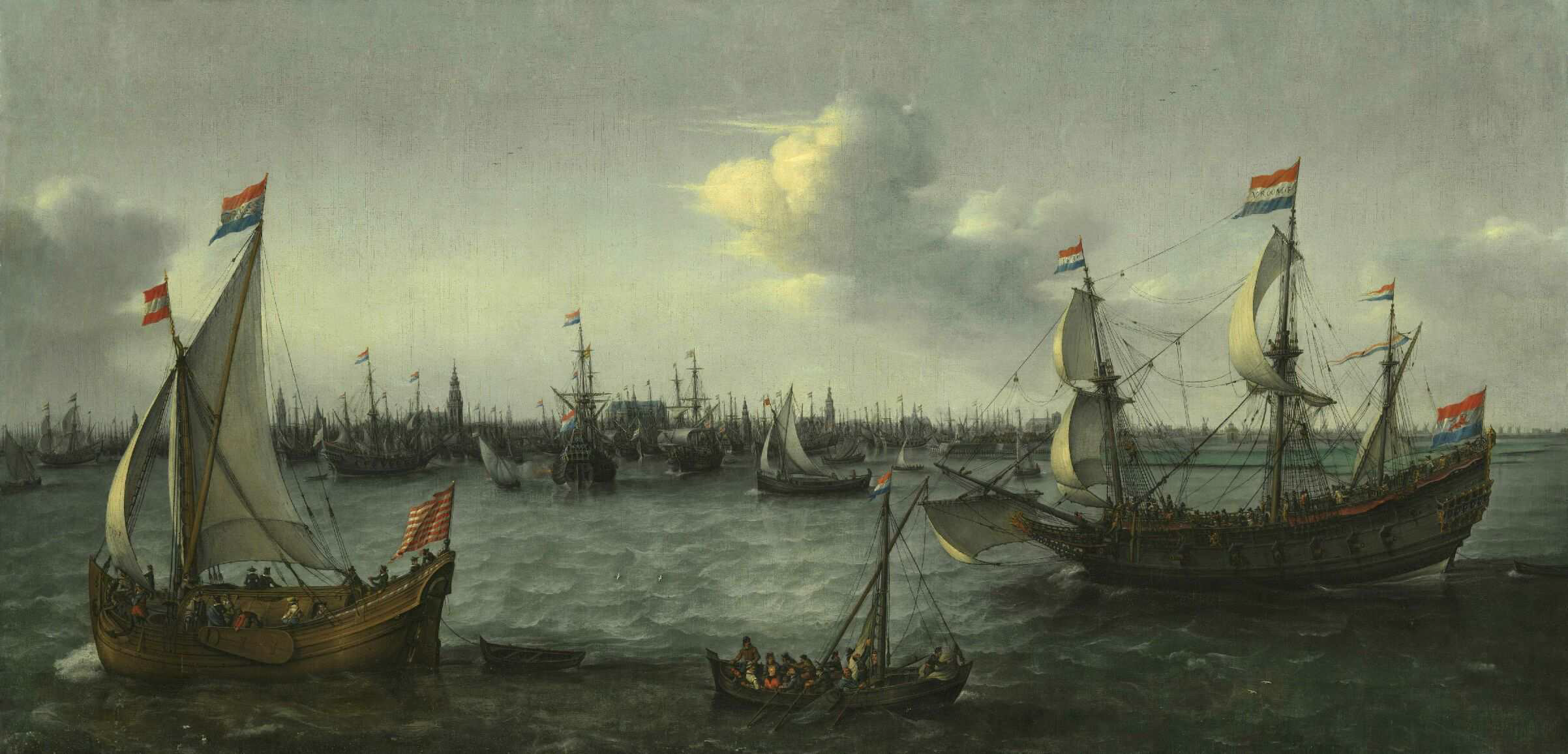
El puerto de Ámsterdam en 1630, Hendrick Cornelisz. Vroom

Las primeras actividades portuarias de Ámsterdam se remontan al siglo XIII. El puerto se mencionó por primera vez en el año 1342, cuando la ciudad de Ámsterdam recibió los derechos de la ciudad.
En la Edad de Oro holandesa, el puerto era uno de los principales puertos de la Compañía Holandesa de las Indias Orientales.
El Canal de Holanda Septentrional, que conecta Ámsterdam con Den Helder, fue excavado entre 1819 y 1824. El Canal del Mar del Norte, que conecta Ámsterdam con IJmuiden, fue excavado entre 1865 y 1876.

## Geografía

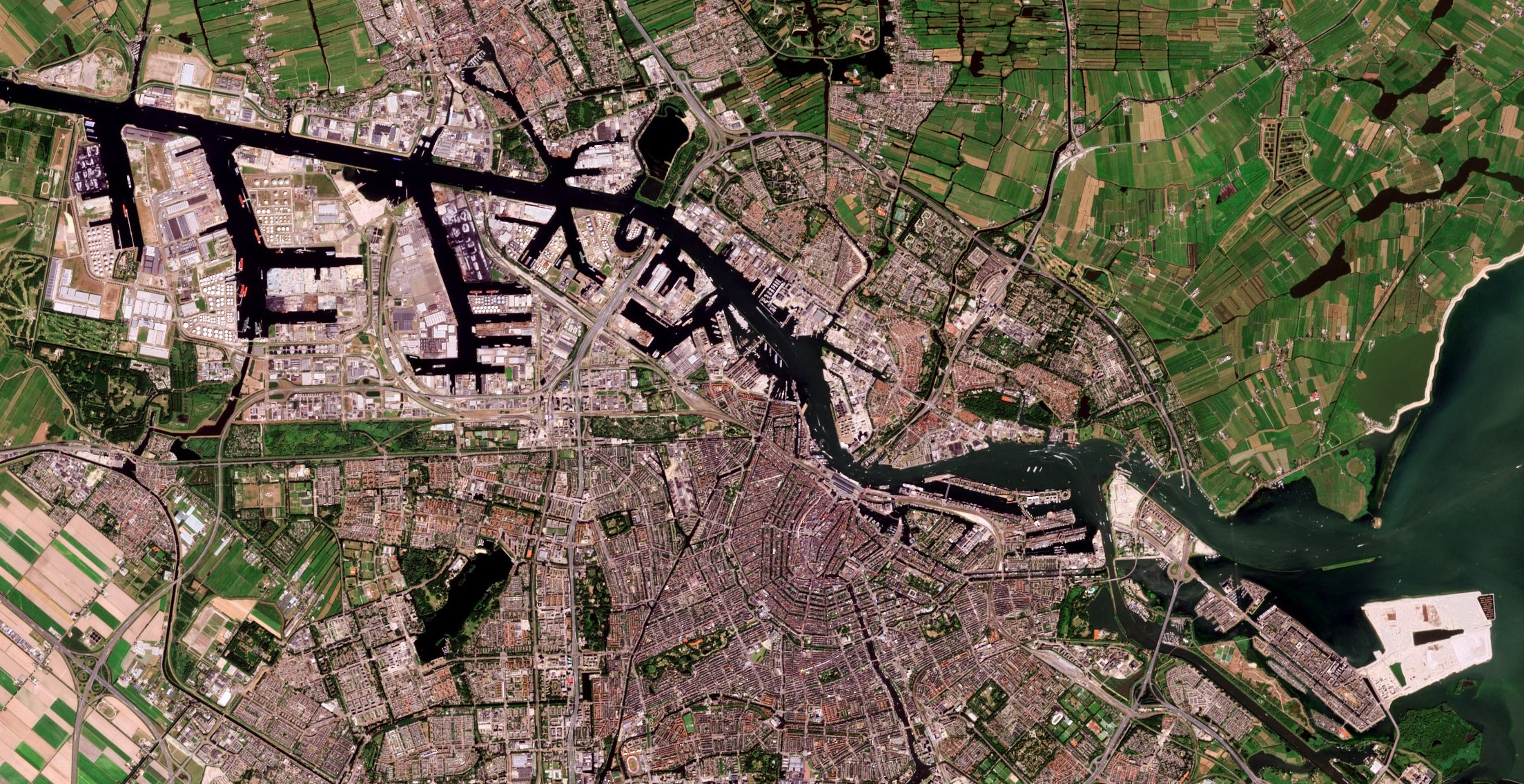
Fotografía satelital del puerto de Ámsterdam.

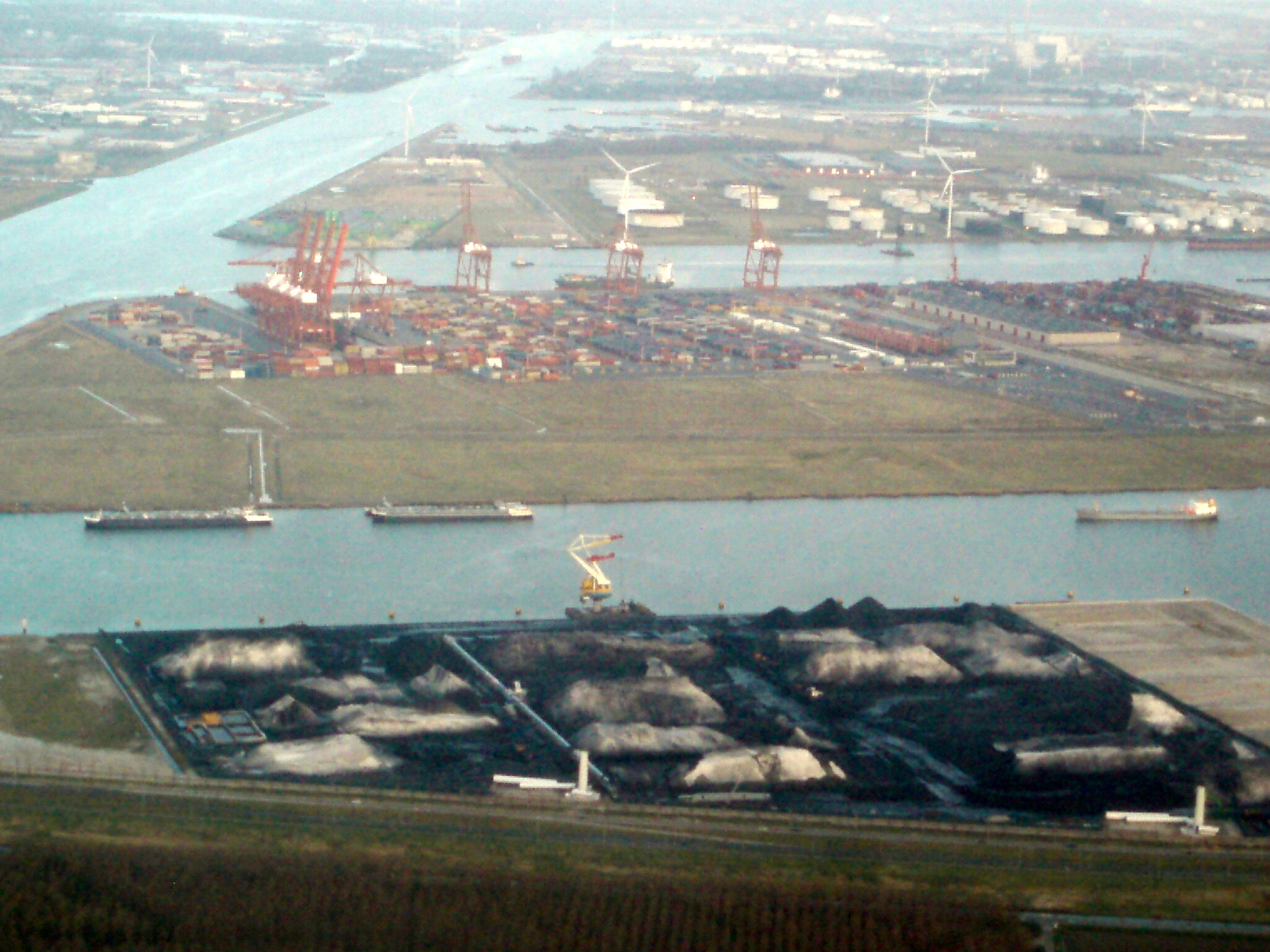
Canal del mar del Norte, Afrikahaven, Amerikahaven y Westhaven

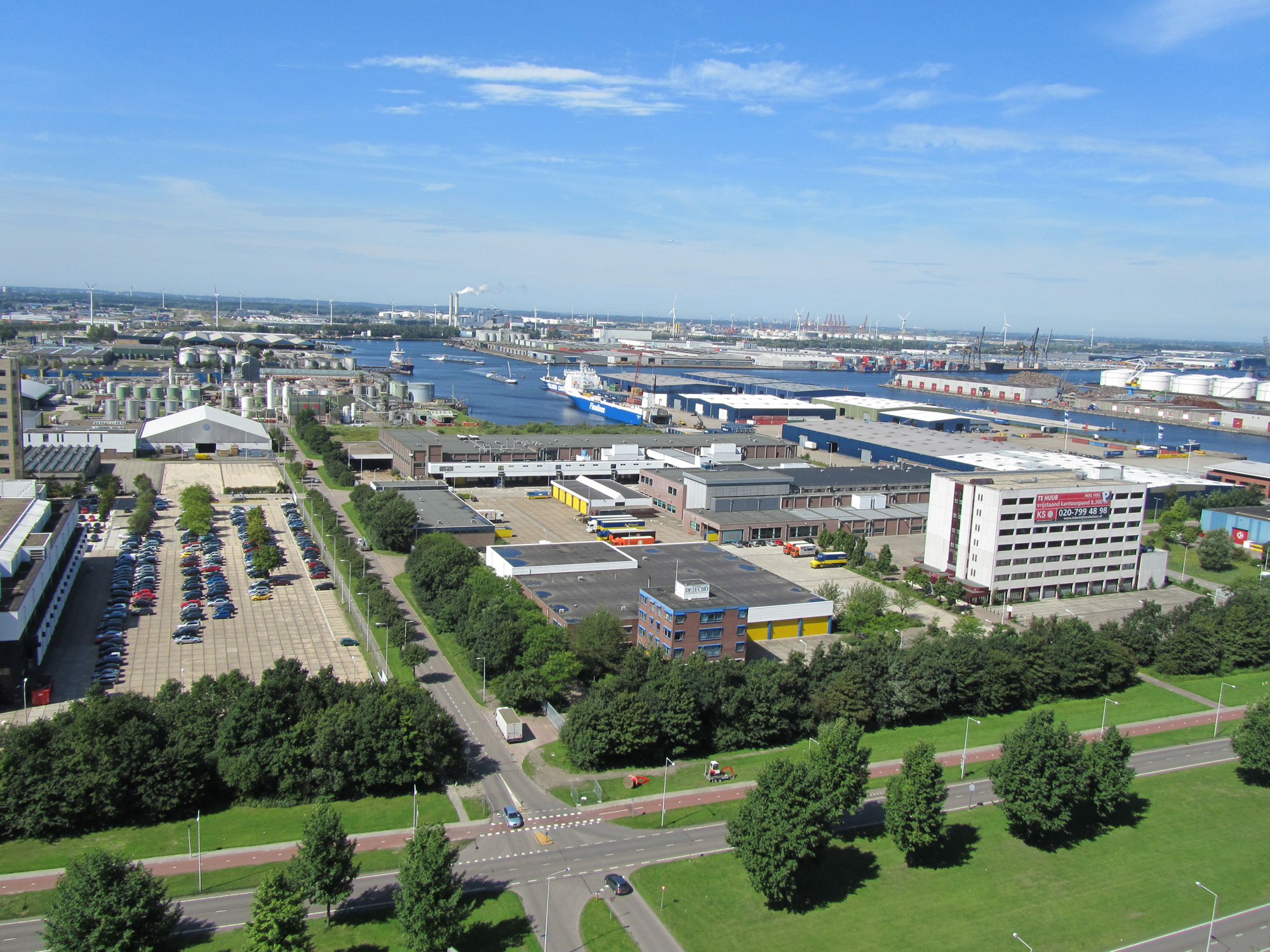
Westhaven

El puerto de Ámsterdam se encuentra a la vera del Canal del mar del Norte y de la bahía de IJ. El puerto está conectado con el Mar del Norte a través del Canal del mar del Norte, con Den Helder a través del canal de Holanda Septentrional, y con el Markermeer a través del IJ y el IJmeer, y con el  río Rin a través del Canal Ámsterdam-Rin.
En total el puerto abarca  620 ha de superficie acuática y 1995 ha de terrenos secos,  muelles, calles, vías férreas, construcciones y espacio verde.
El puerto comprende varias zonas de amarre y atraque, las cuales forman parte de los distritos municipales (Neerlandés: stadsdelen) Westpoort, Westerpark, Centrum, y Zeeburg. De oeste a este estas zonas son:
- Amarradero Afrika  (Neerlandés: Afrikahaven)
- Amarradero Amerika (Neerlandés: Amerikahaven)
- Amarradero del Oeste (Neerlandés: Westhaven)
- Amarradero Jan van Riebeeck  (Neerlandés: Jan van Riebeeckhaven)
- Amarradero Petrolero (Neerlandés: Petroleumhaven)
- Amarradero Coen  (Neerlandés: Coenhaven)
- Amarradero Mercurius  (Neerlandés: Mercuriushaven)
- Amarradero Hout (Neerlandés: Houthaven)
- Muelle De Ruijter (Neerlandés: De Ruijterkade)
- Muelle Comercial Este (Neerlandés: Oostelijke Handelskade)
- Zona de Amarradero del Este (Neerlandés: Oostelijk Havengebied)

## Operaciones comerciales
En términos de rendimiento de carga, el puerto de Ámsterdam es el segundo puerto más grande de los Países Bajos después del puerto de Rotterdam.
En 2008, 6.029 buques marítimos visitaron el puerto de Ámsterdam, con un rendimiento de carga de 75,8 millones de toneladas, la mayoría de los cuales eran carga a granel. Ese mismo año, el volumen total de contenedores fue de 435 129 TEU. Tanto el número de buques como el rendimiento de la carga a granel y los contenedores aumentaron en comparación con 2007.
En 2008, los ingresos totales fueron de 125,3 millones de euros y los ingresos netos de 45,0 millones de euros. Esta es una disminución menor en comparación con los ingresos de 2007.
En 2008, el puerto en sí tenía 361 empleados, pero el número de empleados indirectos es de unos 55 000.El 7 de julio de 2009, la Sra. Dertje Meijer fue nombrada directora del puerto por el gobierno de Ámsterdam.

### Puerto de cruceros
El puerto de Ámsterdam es el tercer puerto de cruceros más grande de Europa con 140 cruceros marítimos y 1500 cruceros fluviales. Casi 700.000 pasajeros de crucero al año visitan Ámsterdam. Hay dos terminales de cruceros: la Terminal de Pasajeros de Ámsterdam en el centro de la ciudad, y una después de las esclusas en IJmuiden. En 2015, Ámsterdam ganó el premio al Puerto Internacional de Cruceros del Año. 
Ámsterdam es el puerto de entrada del Koningsdam, el nuevo barco de Holland America Line. En septiembre de 2015, el MSC Splendida visitó Ámsterdam; con 333,33 metros de largo y 38 metros de ancho, fue el crucero más grande de la historia de Ámsterdam.

## Sostenibilidad
El puerto de Ámsterdam tiene como objetivo estar en la cima de los puertos sostenibles de Europa para 2030. El Puerto divide su visión de sostenibilidad en cinco temas: Transición energética en una economía circular, Medio ambiente y hábitat, Transporte marítimo limpio y seguro, Trabajo y credenciales, y cadenas comerciales responsables.

## Cooperación internacional
El puerto de Ámsterdam tiene una conexión con los puertos de las siguientes ciudades:
- Puerto de Acra, Ghana
- Puerto de Pekín, China
- Puerto de Ciudad del Cabo, Sudáfrica
- Puerto de Halifax, Canadá (hasta 2019)
- Puerto de San Pédro, Costa de Marfil
- Puerto de Tianjin, China
- Puerto de Xiamen, China
- Zona Económica Libre de la Bahía de Gwangyang, Corea del Sur (2018)

## Galería

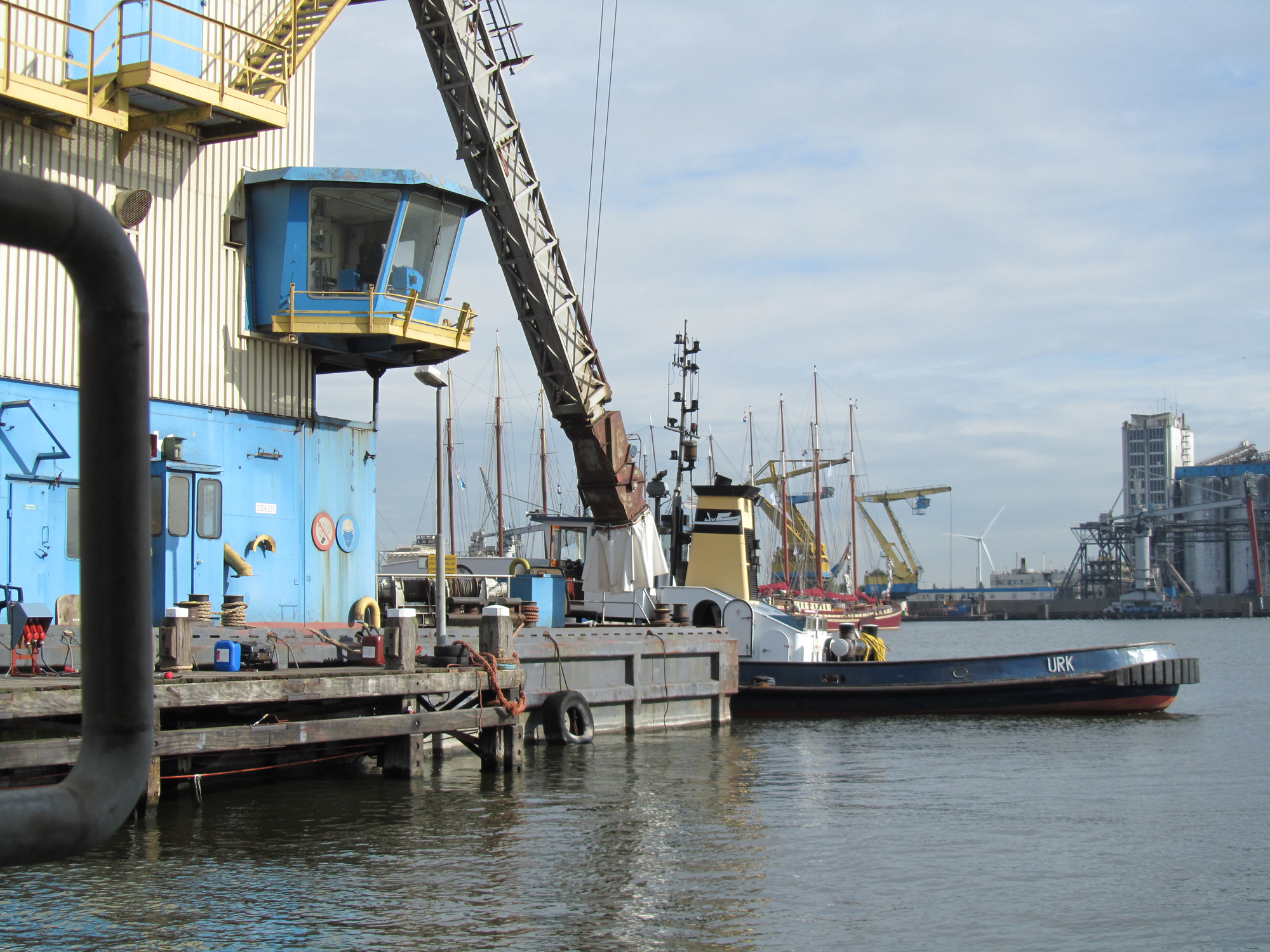
Neptunushaven
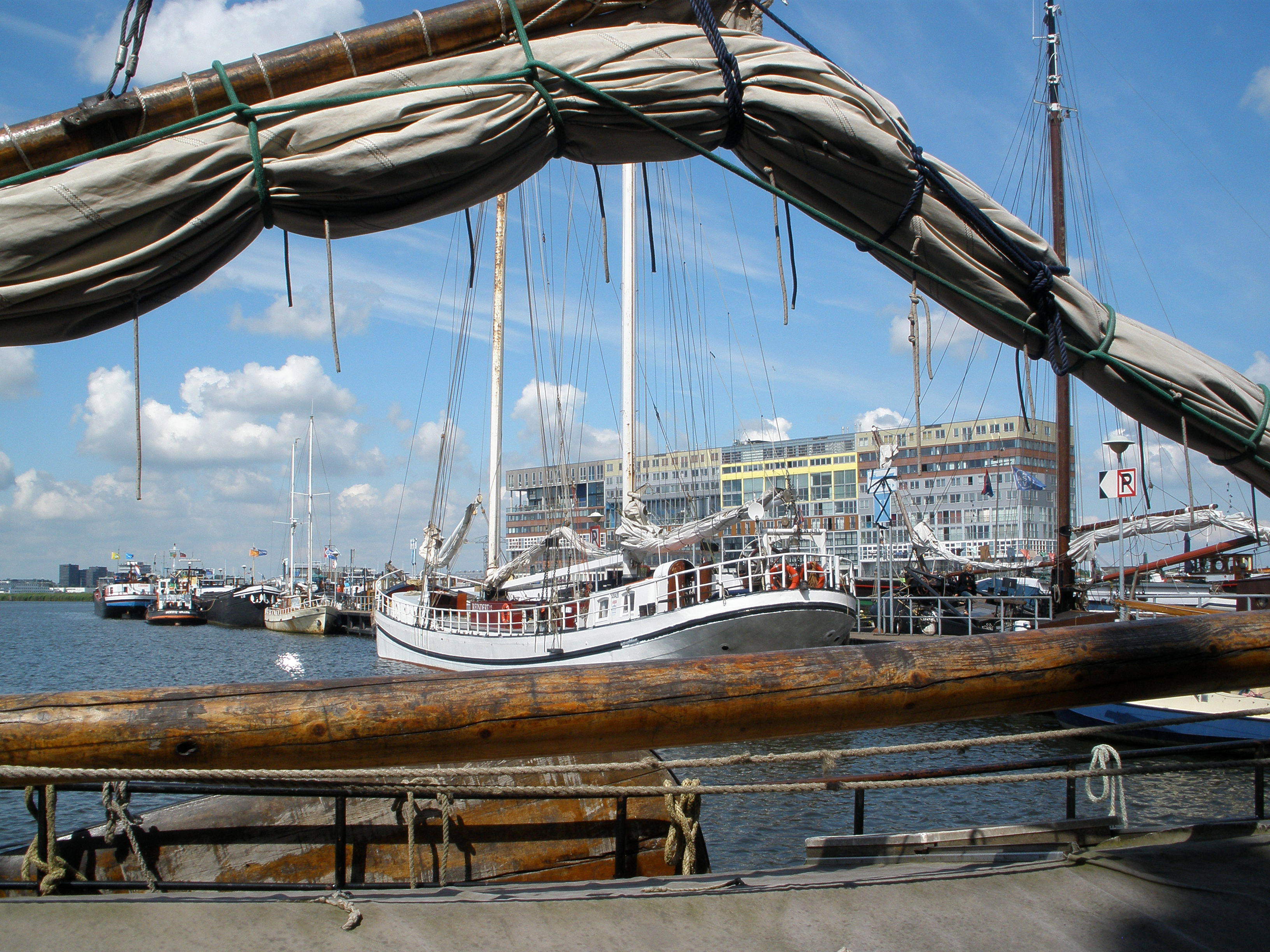
Houthaven
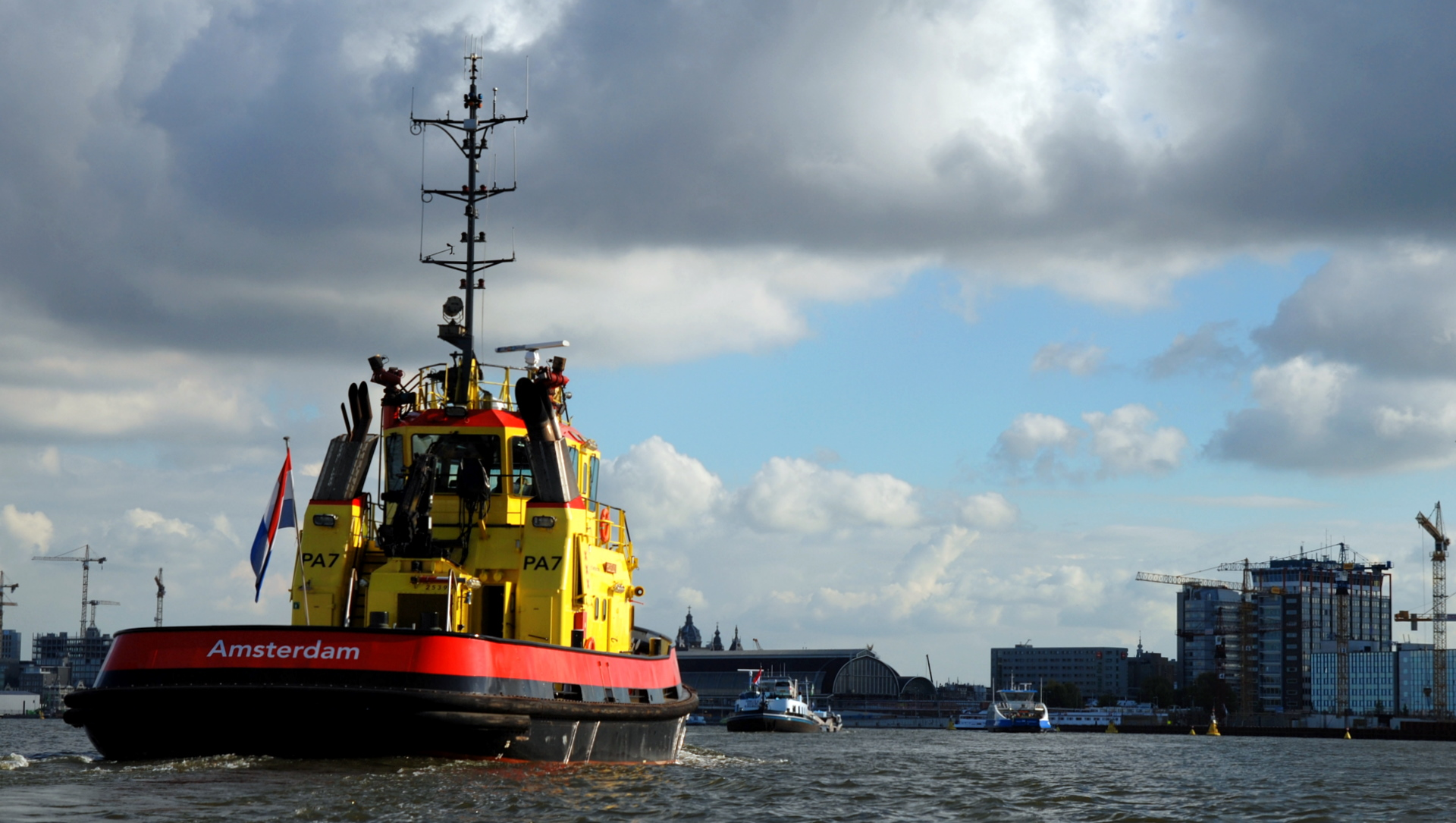
El Poseidon, uno de los remolcadores que opera en el puerto
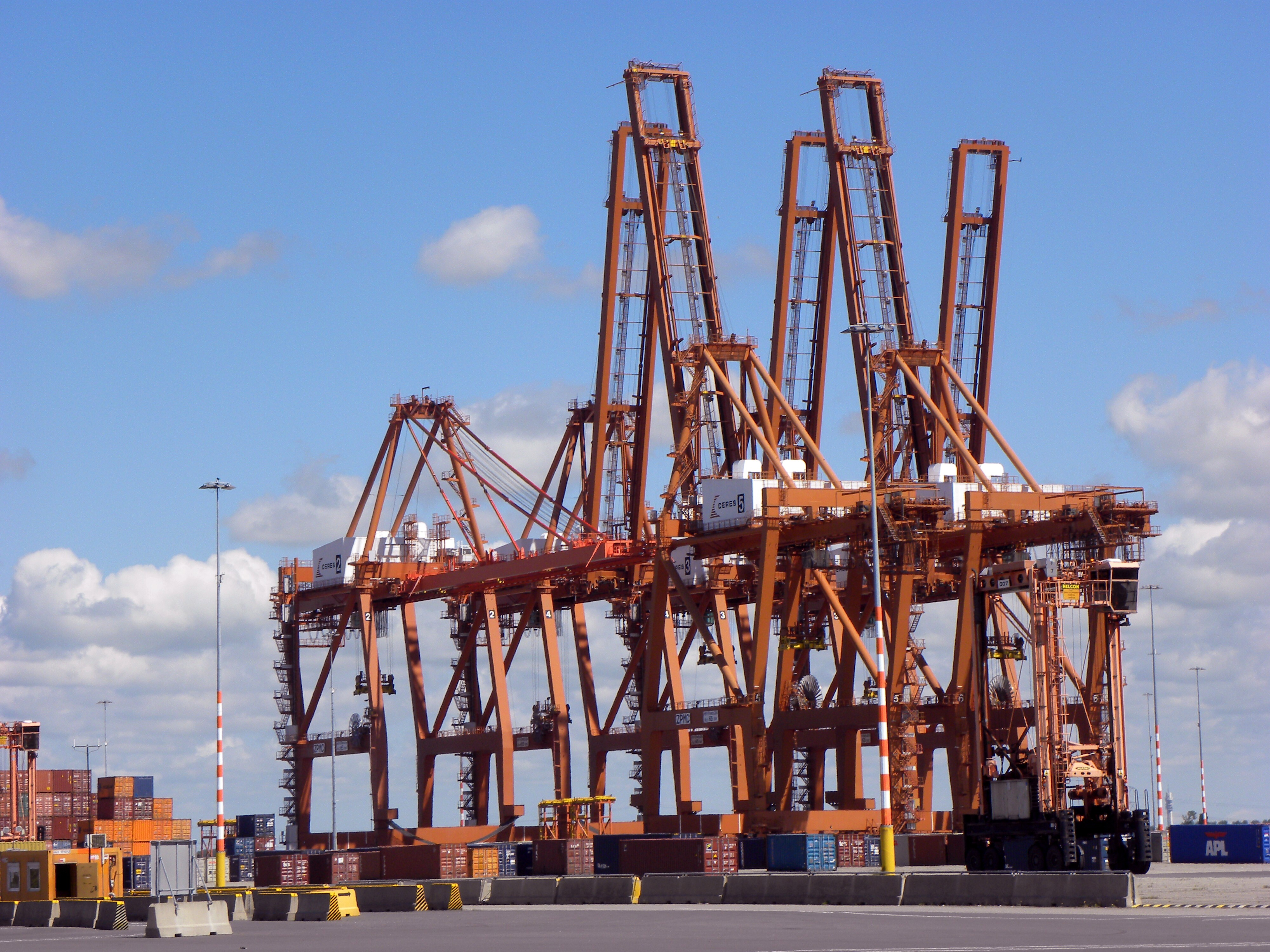
Alaskahaven (contenedores)
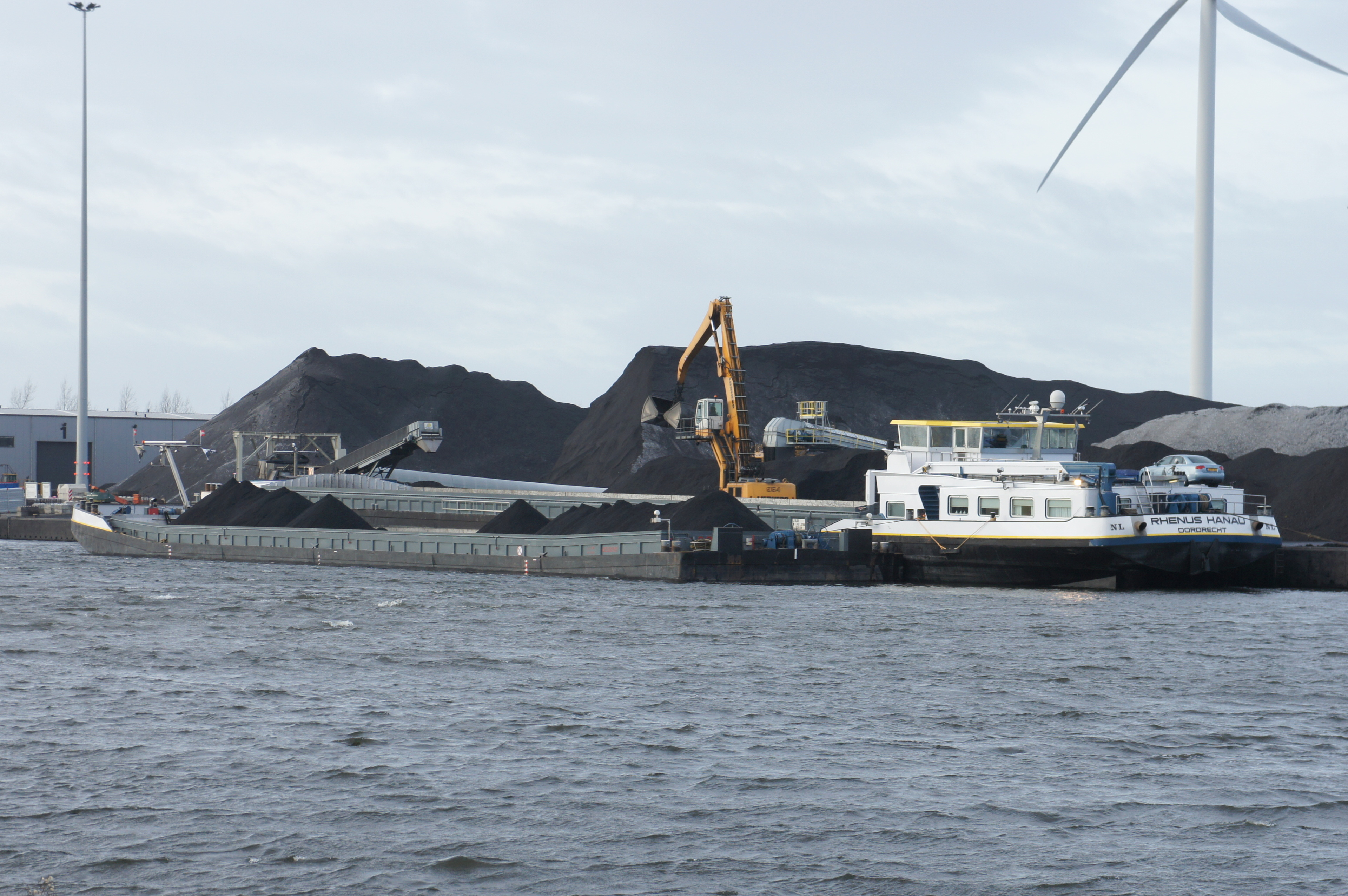
Zanzibarhaven
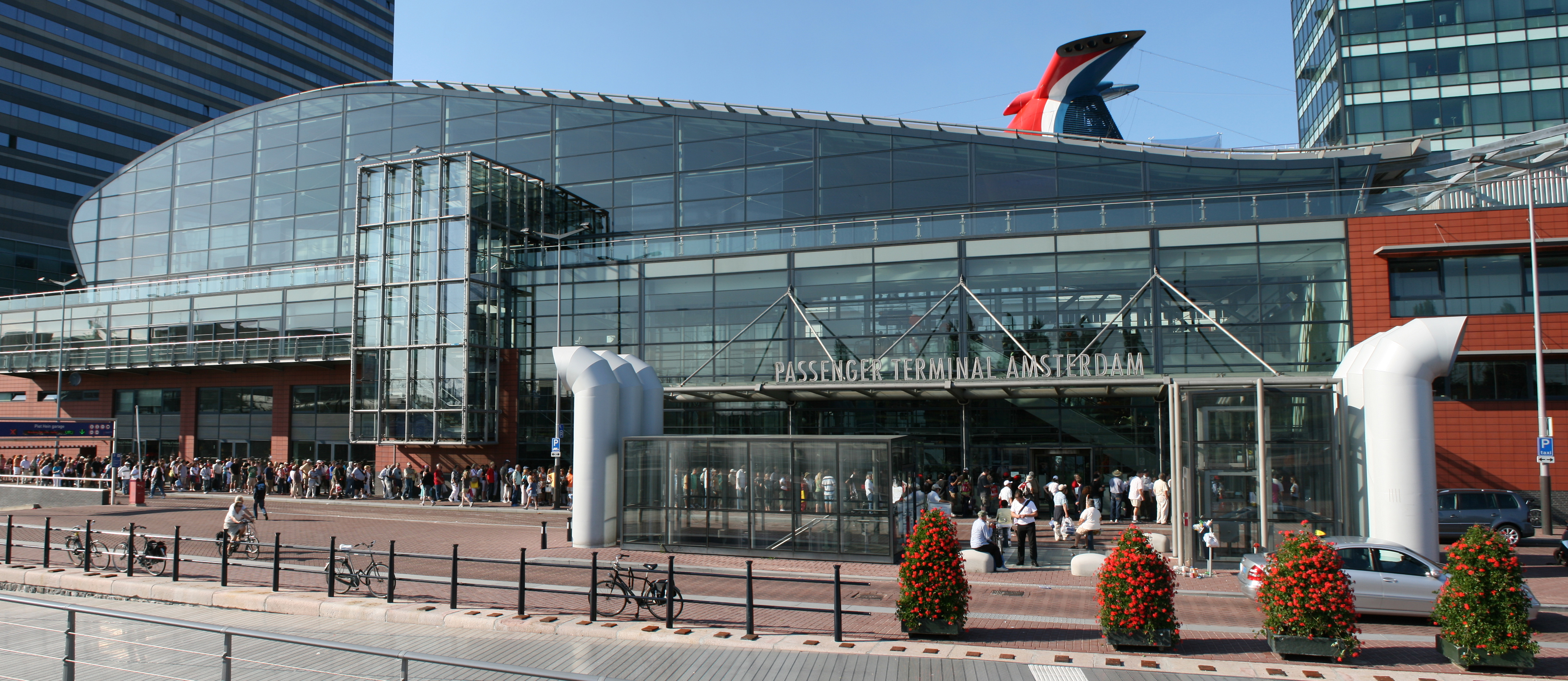
Terminal de pasajeros
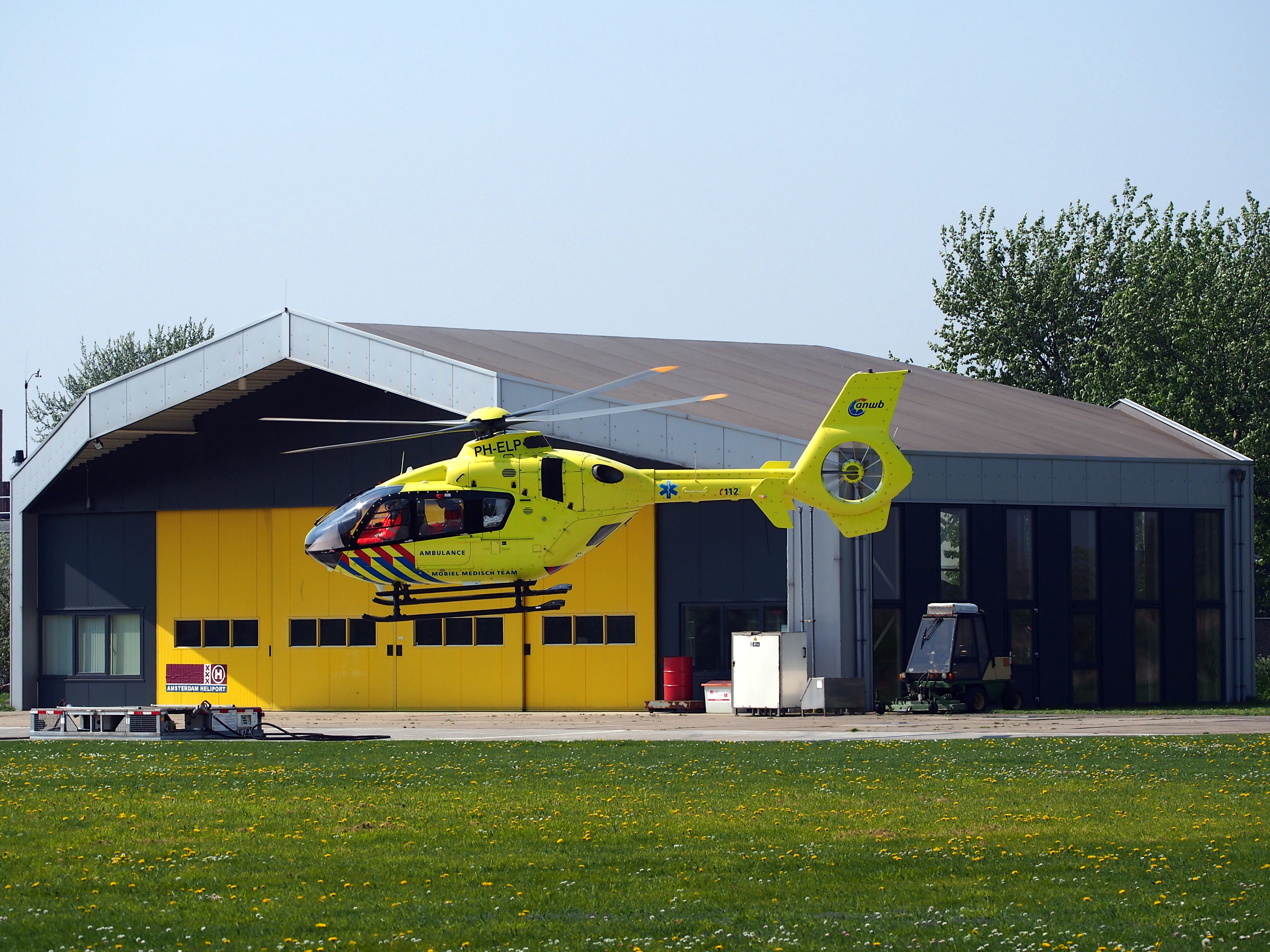
Helipuerto en el puerto

## Tonelaje de carga procesada
| Producto / Año                      | 1995   | 2000   | 2005   | 2006   | 2007   | 2008   | 2009   | 2010   |
| ----------------------------------- | ------ | ------ | ------ | ------ | ------ | ------ | ------ | ------ |
| Petróleo                            | 7.094  | 11.207 | 19.131 | 23.428 | 24.866 | 30.617 | 35.252 | 34.653 |
| Carbón                              | 4.760  | 11.289 | 12.597 | 12.314 | 17.266 | 17.290 | 14.656 | 14.199 |
| Productos agrarios (a granel)       | 7.529  | 10.044 | 8.299  | 8.085  | 8.323  | 8.740  | 7.958  | 8.906  |
| Arena, gravas, minerales            | 3.952  | 4.623  | 6.707  | 7.325  | 6.852  | 5.797  | 5.502  | 6.586  |
| Contenedores ISO (en miles de tons) | 1.111  | 782    | 925    | 3.257  | 3.435  | 3.902  | 1.868  | 830    |
| Otros                               | 6.778  | 6.669  | 6.160  | 6.602  | 7.132  | 9.475  | 8.157  | 7.525  |
| Total                               | 31.224 | 44.614 | 53.819 | 61.011 | 67.874 | 75.821 | 73.393 | 72.699 |